# Clyde Kusatsu
Clyde Kusatsu (nacido el 13 de septiembre de 1948) es un actor estadounidense de ascendencia japonesa.

## Vida y carrera
Clyde Kusatsu nació en Hawaii y asistió a la escuela Iolani, donde comenzó a actuar, y en las acciones de verano de Honolulu. Después de graduarse en teatro en la Universidad Northwestern, consiguió su primer papel televisivo en Kung Fu, donde apareció en cuatro episodios. En MASH interpretó tres papeles en cuatro episodios. Kusatsu también interpretó al Rev. Chong en varios episodios de All in the Family. Durante este período, Kusatsu también fue miembro de East West Players, la compañía de teatro asiático-estadounidense más antigua de Los Ángeles.
Kusatsu ha aparecido regularmente en varias series de televisión, comenzando con Bring 'Em Back Alive en CBS (1982–83) y el drama médico ambientado en Hawái Island Son en CBS (1989–90), interpretando al mejor amigo del personaje de Richard Chamberlain, el Dr. Kenji Fushida. Entre sus numerosas películas para televisión se incluye la adaptación cinematográfica de Farewell to Manzanar (1976) sobre el internamiento de japoneses-estadounidenses durante la Segunda Guerra Mundial. Kusatsu también fue estrella invitada en un episodio de Lou Grant sobre el internamiento de japoneses en los Estados Unidos. Otras películas para televisión y miniseries han sido And The Sea Will Tell y American Tragedy interpretando al juez Lance Ito. Estuvo en el episodio "Prisoners of War" de Baa Baa Black Sheep como un piloto de combate japonés derribado en el Pacífico (1976); Golden Land (1988), un drama ambientado en Hollywood basado en una historia de William Faulkner; y el docudrama sobre el SIDA And the Band Played On (1993). Kusatsu también tuvo un papel recurrente como el vicealmirante Nakamura en Star Trek: The Next Generation. En comedia también interpretó al director Shimata en varios episodios de la comedia de situación de ABC de la década de 1990 Family Matters, el contraste habitual del protagonista principal de esa serie, Steve Urkel. Más tarde estuvo en la breve serie de ABC All American Girl (1994-1995) de Margaret Cho, la primera comedia familiar asiático-estadounidense en los Estados Unidos, como el padre del personaje de Cho.
En el cine ha trabajado con Toshiro Mifune en La batalla de Midway (1976) y nuevamente en Black Sunday (1977) y El reto del samurái (1981) de John Frankenheimer. Kusatsu tuvo papeles en Dragón: La historia de Bruce Lee (1993), En la línea de fuego (1993) y en American Pie (1999). Otras películas incluyen Shopgirl como el Sr. Agasa, y La intérprete (2005), de Sydney Pollack, como Lee Wu, jefe de seguridad de la Sede de las Naciones Unidas. También tuvo un papel junto a Glenn Close en el drama de la Segunda Guerra Mundial Paradise Road (1997) de Bruce Beresford.
En seriales tuvo el papel recurrente del Dr. Dennis Okamura en The Young and the Restless de CBS así como apariciones especiales en The Bold and the Beautiful, General Hospital y Days of Our Lives. También apareció como cuatro personajes diferentes en Magnum, P.I., incluido el personaje del coronel vietnamita Ki que hiere gravemente a Thomas Magnum (Tom Selleck), y en otros dos episodios interpretó al detective del HPD Gordon Katsumoto. Fue el Wong original en la película de CBS Dr. Extraño (1978).
En 2012, el Screen Actors Guild (SAG) y la Federación Estadounidense de Actores de Radio y Televisión (AFTRA), los dos sindicatos de actores, se fusionaron en SAG-AFTRA, y en 2013 Kusatsu se convirtió en el primer presidente electo del nuevo SAG-AFTRA Local en Los Ángeles. También fue elegido primer vicepresidente nacional de Los Ángeles y reelegido para ese cargo cuatro veces, hasta 2021, cuando Michelle Hurd fue elegida para el cargo. Sigue siendo un firme defensor de las cuestiones sindicales, en particular las relacionadas con las industrias del cine y la televisión. Sus papeles durante este período incluyeron un papel en The Grinder y el suegro del personaje de Ken Jeong en Dr. Ken, y en películas, comerciales y animación de doblaje, como The Grocer en Curious George, Blue Eye Samurai de Netflix y Phaeton en AMC+. Kusatsu fue estrella invitada en la segunda temporada de Dirty John: The Betty Broderick Story. Fue el abuelo Ted en la temporada 2 de Yo nunca de Netflix y estuvo en episodios de Young Rock, Days of Our Lives y The United States of Al.

## Filmografía

### Películas
| Año  | Título                                    | Papel                                             | Notas         |
| ---- | ----------------------------------------- | ------------------------------------------------- | ------------- |
| 1974 | Airport 1975                              | Pasajero                                          | Sin acreditar |
| 1976 | Alex & the Gypsy                          | Técnico de rayos X                                |               |
| 1976 | La batalla de Midway                      | Comandante Watanabe Yasumasa                      |               |
| 1977 | Domingo Negro                             | Capitán de carguero                               |               |
| 1977 | Oh, God!                                  | Empleado de supermercado                          | Sin acreditar |
| 1977 | La patrulla de los inmorales              | Francis Tanaguchi                                 |               |
| 1978 | Go Tell the Spartans                      | Coronel Minh                                      |               |
| 1979 | The Frisco Kid                            | Sr. Ping                                          |               |
| 1979 | Meteoro                                   | Yamashiro                                         |               |
| 1981 | ...All the Marbles                        | Clyde Yamashito                                   |               |
| 1982 | El reto del samurái                       | Go                                                |               |
| 1982 | Lookin' to Get Out                        | Guardacoches                                      |               |
| 1984 | Gimme an 'F'                              | Empresario japonés                                |               |
| 1985 | Voluntarios                               | Souvanna                                          |               |
| 1986 | Shanghai Surprise                         | Joe Go                                            |               |
| 1989 | Socios y sabuesos                         | Kevin Williams, Empleado de tienda de comestibles |               |
| 1989 | Wired                                     | Thomas Noguchi                                    |               |
| 1989 | Gross Anatomy                             | Profesor                                          |               |
| 1990 | Bird on a Wire                            | Sr. Takawaki                                      |               |
| 1991 | The Perfect Weapon                        | Detective Wong                                    |               |
| 1991 | Pizza Man                                 | Yasuhiro Nakasone                                 |               |
| 1993 | Silent Cries                              | Saburo Saigo                                      |               |
| 1993 | Dragón: La historia de Bruce Lee          | Profesor de Historia                              |               |
| 1993 | Hot Shots! Part Deux                      | Primer ministro Soto                              | Sin acreditar |
| 1993 | Made in America                           | Bob Takashima                                     |               |
| 1993 | En la línea de fuego                      | Agente del Servicio Secreto Jack Okura            |               |
| 1993 | Sol naciente                              | Shoji Tanaka                                      |               |
| 1993 | Dream Lover                               | Juez Kurita                                       |               |
| 1995 | Top Dog                                   | Capitán Ken Callahan                              |               |
| 1996 | Spy Hard                                  | Noggin                                            |               |
| 1996 | Aladdin and the King of Thieves           | Ladrón asiático                                   |               |
| 1997 | Paradise Road                             | Sargento "The Snake" Tomiashi                     |               |
| 1998 | Godzilla                                  | Capitán de petrolero japonés                      |               |
| 1999 | American Pie                              | Profesor de inglés                                |               |
| 2001 | recess: School's Out                      | Sr. Yamashiro                                     | Voz           |
| 2001 | Dr. Dolittle 2                            | Bee                                               | Voz           |
| 2002 | A Ribbon of Dreams                        | Fred                                              |               |
| 2003 | The Singing Detective                     | Médico japonés                                    |               |
| 2003 | The United States of Leland               | Juez                                              |               |
| 2003 | Bachelorman                               | Sr. Yi                                            |               |
| 2003 | Hollywood: Departamento de homicidios     | Chung                                             |               |
| 2004 | Gas                                       | Sr. Sang                                          |               |
| 2004 | Paparazzi                                 | Dr. Hanson                                        |               |
| 2005 | Pretty Persuasion                         | Juez Carl Munro                                   |               |
| 2005 | La intérprete                             | Jefe de policía Lee Wu                            |               |
| 2005 | Extreme Dating                            | Joe                                               |               |
| 2005 | Shopgirl                                  | Sr. Agasa                                         |               |
| 2005 | Dicen por ahí...                          | Asistente a la conferencia                        |               |
| 2007 | Drive-Thru                                | Fred Fukizaki                                     |               |
| 2007 | Broken Angel                              | Dondi                                             |               |
| 2008 | Harold & Kumar Escape from Guantanamo Bay | Sr. Lee                                           |               |
| 2009 | Love Happens                              | Taxista                                           |               |
| 2009 | Why Am I Doing This?                      | Él mismo                                          |               |
| 2010 | Sex Tax: Based on a True Story            | Juez                                              |               |
| 2010 | A Nanny for Christmas                     | Sr. Halligan                                      |               |
| 2012 | Any Day Now                               | Dr. Nakahura                                      |               |
| 2013 | The Face of Love                          | Chef de sushi                                     |               |
| 2013 | The Moment                                | Dr. Nunakawa                                      |               |
| 2013 | 47 Ronin                                  | Oficial borracho                                  |               |
| 2017 | Kong: La Isla Calavera                    | Coronel de la Fuerza Aérea                        | Sin acreditar |

### Televisión
| Año       | Título                                              | Papel | Notes                                                                    |
| --------- | --------------------------------------------------- | --- | ------------------------------------------------------------------------ |
| 1973      | Kung Fu                                             | Lama Campo Kushog / Han Su Lok / Po San / Hijo de Ying                                                   | 5 episodios                                                              |
| 1973      | MASH                                                | Kwang Duk / Capitán Paul Yamato / Sargento Michael Yee                                                   | 4 episodios                                                              |
| 1974      | Tenafly                                             | Asistente de aerolínea                                                                                   | Episodio: "Man Running"                                                  |
| 1974      | Ironside                                            | Guardacoches                                                                                             | Episodio: "Friend or Foe"                                                |
| 1974      | Get Christie Love!                                  | Artista de bocetos de la policía                                                                         | Episodio: "Deadly Betrayal"                                              |
| 1974      | Mannix                                              | Agregado japonés                                                                                         | Episodio: "Enter Tami Okada"                                             |
| 1975      | Harry O                                             | The Coroner                                                                                              | Episodio: "The Acolyte"                                                  |
| 1975      | Ellery Queen                                        | Mateo | Episodio: "The Adventure of the Blunt Instrument"                        |
| 1976      | The Blue Knight                                     | Eng | Episodio: "The Great Wall of Chinatown"                                  |
| 1976      | Farewell to Manzanar                                | Teddy Wakatsuki                                                                                          | Película de televisión                                                   |
| 1976      | Spencer's Pilots                                    | Jesse | Episodio: "The Code"                                                     |
| 1976      | Delvecchio                                          | Examinador médico                                                                                        | Episodio: "Board of Rights"                                              |
| 1976      | Alice                                               | Herb Tanaguchi                                                                                           | Episodio: "Mother-in-Law: Part 1"                                        |
| 1976      | Baa Baa Black Sheep                                 | Capitán Tenyu Araki                                                                                      | Episodio: "Prisoners of War"                                             |
| 1976      | Hawaii Five-O                                       | Jerry Quan                                                                                               | Episodio: "Yes, My Deadly Daughter"                                      |
| 1976-1978 | All in the Family                                   | Reverendo Chong                                                                                          | 3 episodios                                                              |
| 1977      | Quinn Martin's Tales of the Unexpected              | Kenji | Episodio: "The Mask of Adonis"                                           |
| 1977      | The Rockford Files                                  | Nguyen                                                                                                   | Episodio: "New Life, Old Dragons"                                        |
| 1977-1981 | Quincy, M.E.                                        | Dr. Randolph Mitzubi / Hokaido                                                                           | 2 episodios                                                              |
| 1977-1982 | Lou Grant                                           | Ken Watanabe / Ralph Tumora                                                                              | 2 episodios                                                              |
| 1978      | Dr. Extraño                                         | Wong | Película de televisión                                                   |
| 1978      | Taxi                                                | Paul | Episodio: "Come as You Aren't"                                           |
| 1979      | Supertrain                                          | Shimaju Fukuda                                                                                           | Episodio: "The Green Girl"                                               |
| 1980      | Hello, Larry                                        | Hotel Clerk                                                                                              | Episodio: "The Rock Star: Part 2"                                        |
| 1980      | A Perfect Match                                     | Dr. Tommy Chang                                                                                          | Película de televisión                                                   |
| 1980      | Benson                                              | Stan | Episodio: "Thick as Thieves"                                             |
| 1980-1987 | Magnum, P.I.                                        | Detective Gordon Katsumoto / Dr. Long Tang / Coronel Ki / Coronel Ky en Flashback / Médico forense naval | 8 episodios                                                              |
| 1981      | Knots Landing                                       | Dr. Akura                                                                                                | 2 episodios                                                              |
| 1982      | The Powers of Matthew Star                          | Lee | Episodio: "Experiments"                                                  |
| 1982-1983 | Bring 'Em Back Alive                                | Ali | 14 episodios                                                             |
| 1982-1984 | Simon & Simon                                       | Sr. Tao / Gerald                                                                                         | 2 episodios                                                              |
| 1983      | We Got It Made                                      | Marcel                                                                                                   | Episodio: "Mickey Goes Topless"                                          |
| 1983      | Webster                                             | Doctor                                                                                                   | Episodio: "Travis"                                                       |
| 1983      | Masquerade                                          | Sushi | Episodio: "Girls for Sale"                                               |
| 1984      | Velvet                                              | Dr. Yashima                                                                                              | Película de televisión                                                   |
| 1984      | Cagney & Lacey                                      | Raulino                                                                                                  | Episodio: "Unusual Occurrence"                                           |
| 1984      | Crazy Like a Fox                                    | Nick | Episodio: "Pilot"                                                        |
| 1985      | Three's a Crowd                                     | Sr. Katsumura                                                                                            | Episodio: "A Case of Sour Grapes"                                        |
| 1985      | Dallas                                              | Dr. Albert Matsuda                                                                                       | Episodio: "Bail Out"                                                     |
| 1985      | T. J. Hooker                                        | Tran Tam                                                                                                 | Episodio: "Outcall"                                                      |
| 1985      | Hunter                                              | Teniente Raymond Lau                                                                                     | Episodio: "Night of the Dragons"                                         |
| 1985-1986 | MacGyver                                            | Sam / Anek                                                                                               | Episodio 1.2 "The Golden Triangle"/1 episodios                           |
| 1986      | Remington Steele                                    | San Francisco                                                                                            | Episodio: "Steele, Inc."                                                 |
| 1986      | Profesión Peligro                                   | Billy Lok                                                                                                | Episodio: "Trial by Fire"                                                |
| 1986      | Trapper John, M.D.                                  | Dr. Sung Kang                                                                                            | Episodio: "Heart and Seoul"                                              |
| 1986      | El nuevo Alfred Hitchcock presenta                  | Detective                                                                                                | Episodio: "The Creeper"                                                  |
| 1986      | Intimate Encounters                                 | Profesor Ikeda                                                                                           | Película de televisión                                                   |
| 1986      | Together We Stand                                   | Chao | Episodio: "Betrothal"                                                    |
| 1986      | ALF                                                 | Skydiver                                                                                                 | Episodio: "Jump"                                                         |
| 1987      | Dinastía                                            | Dr. Chen                                                                                                 | Episodio: "A Love Remembered"                                            |
| 1987      | Shell Game                                          | Daniel Cho                                                                                               | Episodio: "Pai Gow"                                                      |
| 1987      | Sidekicks                                           | Dr. Tosh                                                                                                 | Episodio: "The Patusani Always Rings Twice"                              |
| 1987      | L.A. Law                                            | Juez T.S. Masuoka                                                                                        | Episodio: "Sparky Brackman R.I.P. ????-1987"                             |
| 1987      | Stingray                                            | Cirujano tratante                                                                                        | Episodio: "Anytime, Anywhere"                                            |
| 1987      | El Guerrero del camino                              | Presidente Morotana                                                                                      | Episodio: "The Highwayman"                                               |
| 1987      | The Facts of Life                                   | Bob "Budget Bob"                                                                                         | Episodio: "Down and Out in Malibu: Part 2"                               |
| 1987      | Laguna Heat                                         | The Coroner                                                                                              | Película de televisión                                                   |
| 1987      | Mistress                                            | Miki | Película de televisión                                                   |
| 1988      | Wiseguy                                             | Kenny Sushia                                                                                             | 3 episodios                                                              |
| 1988      | Tour of Duty                                        | Tho | Episodio: "Angel of Mercy"                                               |
| 1988      | Who's the Boss?                                     | Kim Lee                                                                                                  | Episodio: "The Two Tonys"                                                |
| 1988      | Run Till You Fall                                   | Fujimoto                                                                                                 | Película de televisión                                                   |
| 1988      | Murphy's Law                                        | Derva | Episodio: "The Room Above the Indian Grocery"                            |
| 1988      | Thirtysomething                                     | Dr. Richards                                                                                             | Episodio: "The Mike Van Dyke Show"                                       |
| 1989      | Annie McGuire                                       | Embajador Kukla                                                                                          | Episodio: "Soft Hearted Annie"                                           |
| 1989      | La familia Hogan                                    | Sam Matsuda                                                                                              | Episodio: "Secretarial Poole"                                            |
| 1989      | The Road Raiders                                    | Shimoto                                                                                                  | Película de televisión                                                   |
| 1989      | Small Wonder                                        | Sr. Saito                                                                                                | Episodio: "Thy Neighbor's Wife"                                          |
| 1989      | Los Pitufos                                         | Voces adicionales                                                                                        | Episodio: "Smurfs That Time Forgot"                                      |
| 1989-1990 | Island Son                                          | Dr. Kenji Fushida                                                                                        | 19 episodios                                                             |
| 1989-1994 | Star Trek: The Next Generation                      | Almirante Tujiro Nakamura                                                                                | 3 episodios                                                              |
| 1990      | Revealing Evidence: Stalking the Honolulu Strangler | Teniente Arioto                                                                                          | Película de televisión                                                   |
| 1990      | Parker Lewis Can't Lose                             | Sr. Loopman                                                                                              | Episodio: "Pilot"                                                        |
| 1990      | In the Line of Duty: A Cop for the Killing          | Matsumo                                                                                                  | Película de televisión                                                   |
| 1991      | Dear John                                           | Oficial #2                                                                                               | Episodio: "John and Kirk's Excellent Adventure"                          |
| 1991      | A Different World                                   | Representante de Kinishiwa                                                                               | Episodio: "The Cash Isn't Always Greener"                                |
| 1991      | And the Sea Will Tell                               | Enoki | Película de televisión                                                   |
| 1991      | Good &amp; Evil                                     | Tensing                                                                                                  | Episodio: "Pilot"                                                        |
| 1991      | Lies Before Kisses                                  | Teniente Hand                                                                                            | Película de televisión                                                   |
| 1991      | Jailbirds                                           | Lieutenant Hand                                                                                          | Película de televisión                                                   |
| 1991      | Baby of the Bride                                   | Dr. Chang                                                                                                | Película de televisión                                                   |
| 1991-1992 | Captain Planet and the Planeteers                   | Dr. Chang                                                                                                | Voz, 3 episodios                                                         |
| 1991-1994 | Family Matters                                      | Director Edgar Shimata                                                                                   | 3 episodios                                                              |
| 1992      | La leyenda del Príncipe Valiente                    | Chung Ling-Su                                                                                            | Voz, episodio: "The Dawn of Darkness"                                    |
| 1992      | Civil Wars                                          | Toshio Furukawa                                                                                          | Episodio: "Denise and De Nuptials"                                       |
| 1992      | Raven                                               | Ken Tanaka                                                                                               | Episodio: "Return of the Black Dragon"                                   |
| 1992      | Designing Women                                     | Lewis | Episodio: "Trial and Error"                                              |
| 1992      | The Streets of Beverly Hills                        | Gudmunssen                                                                                               | Película de televisión                                                   |
| 1992-1999 | Beverly Hills, 90210                                | The Coroner / Frank                                                                                      | 2 episodios                                                              |
| 1993      | Class of '96                                        | Profesor Ashira                                                                                          | Episodio: "Midterm Madness"                                              |
| 1993      | Sirens                                              | Billy Cota                                                                                               | Episodio: "Everybody Lies"                                               |
| 1993      | And the Band Played On                              | Ejecutivo del Banco de Sangre                                                                            | Película de televisión                                                   |
| 1993      | Lois & Clark                                        | Oficial de Asuntos Públicos                                                                              | Episodio: "Pilot"                                                        |
| 1993      | Mighty Max                                          | Hanuman (voz)                                                                                            | Episodio: "The Maxnificent Seven"                                        |
| 1994      | Las aventuras de Brisco County Jr.                  | Roy Shimamura                                                                                            | Episodio: "Brooklyn Dodgers"                                             |
| 1994      | Deconstructing Sarah                                | Oficial Okawa                                                                                            | Película de televisión                                                   |
| 1994      | SWAT Kats: The Radical Squadron                     | Isleño                                                                                                   | Voz, Episodio: "Volcanus Erupts!/The Origin of Dr. Viper"                |
| 1994      | All-American Girl                                   | Benny Kim                                                                                                | 18 episodios                                                             |
| 1994-1995 | Los 4 Fantásticos                                   | Karnak / Dr. Neville                                                                                     | Voz, 4 episodios                                                         |
| 1994-1997 | Walker, Texas Ranger                                | Detective Danny Cho / Dr. Sweeney                                                                        | 2 episodios                                                              |
| 1995      | Ellen                                               | Judge Mitchell Sung                                                                                      | Episodio: "Three Strikes"                                                |
| 1995      | Phantom 2040                                        | Akira | Voz, Episodio: "Down the Line"                                           |
| 1995      | Marker                                              | Detective Akida                                                                                          | Episodio: "Discovery"                                                    |
| 1995      | The Wayans Bros.                                    | Sr. Mitsumoto                                                                                            | Episodio: "Brazilla vs. Rodney"                                          |
| 1995      | Favorite Deadly Sins                                | Saint Peter                                                                                              | Película de televisión                                                   |
| 1995-1999 | The Sylvester & Tweety Mysteries                    | Se. Kim / Soh Fishimene                                                                                  | Voz, 2 episodios                                                         |
| 1996      | Maybe This Time                                     | Noriyukio                                                                                                | Episodio: "Break a Leg"                                                  |
| 1996      | Gargoyles                                           | Kai / Dr. Arnada                                                                                         | Voz, 2 episodios                                                         |
| 1996      | Mighty Ducks                                        | Tai Quack Do                                                                                             | Episodio: "Power Play"                                                   |
| 1996      | Murder One                                          | Dr. Yamashita                                                                                            | Episodio: "Chapter Two, Year Two"                                        |
| 1996-1997 | The Real Adventures of Jonny Quest                  | Dr. Zin / Guard                                                                                          | Voz, 4 episodios                                                         |
| 1997      | Touched by an Angel                                 | Dr. Robertson                                                                                            | Episodio: "Forget-Me-Not"                                                |
| 1997      | Bruno the Kid                                       | Engineer / Chang                                                                                         | Voz, 2 episodios                                                         |
| 1997      | Party of Five                                       | Judge Michael A. Katsu                                                                                   | Episodio: "Past Imperfect"                                               |
| 1997      | Total Security                                      | Seiji Ingawa                                                                                             | Episodio: "The Never Bending Story"                                      |
| 1997      | Pinky and the Brain                                 | Hama | Voz, Episodio: "Big in Japan"                                            |
| 1997      | City Guys                                           | Dr. Mortia                                                                                               | Episodio: "Future Shock"                                                 |
| 1997      | Extreme Ghostbusters                                | Various Characters                                                                                       | Voz, 2 episodios                                                         |
| 1997      | City Guys                                           | Dr. Mortia                                                                                               | Episodio: "Future Shock"                                                 |
| 1998      | The Closer                                          | Ted Kasahara                                                                                             | Episodio: "Pilot"                                                        |
| 1998      | Adventures from the Book of Virtues                 | Rich Man / Servant                                                                                       | Voz, Episodio: "Gratitude"                                               |
| 1998      | Superman: The Animated Series                       | Dr. Cornell                                                                                              | Voz, Episodio: "Little Girl Lost"                                        |
| 1998      | Stressed Eric                                       | Kanagawa-San                                                                                             | Voz, Episodio: "Tidy"                                                    |
| 1998      | Babylon 5: Thirdspace                               | Bill Morishi                                                                                             | Película de televisión                                                   |
| 1998      | The Net                                             | Greg Lin                                                                                                 | Episodio: "Kill the Buddha"                                              |
| 1998      | Histeria!                                           | Hongxi / Peking Man                                                                                      | Voz, 2 episodios                                                         |
| 1998      | Buddy Faro                                          | Lieutenant Wong                                                                                          | Episodio: "Touched by an Amnesiac"                                       |
| 1998      | Chicago Hope                                        | Frank Fenton                                                                                             | Episodio: "Viagra-Vated Assault"                                         |
| 1998      | Maggie                                              | Assisting Surgeon                                                                                        | Episodio: "Art History"                                                  |
| 1998      | Vengeance Unlimited                                 | Judge Clyde Kurosawa                                                                                     | Episodio: "Legalese"                                                     |
| 1998      | Godzilla: The Series                                | Japanese Border Patrol Agent                                                                             | Voz, Episodio: "Competition"                                             |
| 1998      | Mickey Mouse Works                                  | Additional Vozs                                                                                          | Episodio: #1.1"                                                          |
| 1998-2002 | The Practice                                        | Judge Stephen Chin                                                                                       | 2 episodios                                                              |
| 1999      | Rude Awakening                                      | Sr.. Tranh                                                                                               | Episodio: "Trude Awakening"                                              |
| 1999      | Dharma & Greg                                       | Al | Episodio: "Welcome to the Hotel Calamari"                                |
| 1999      | Any Day Now                                         | Judge C. Eastlake                                                                                        | Episodio: "It's Not You, It's Me"                                        |
| 1999      | For Your Love                                       | Sr.. Sato                                                                                                | Episodio: "The Couple's Court"                                           |
| 1999-2000 | Batman Beyond                                       | Coach Fitz, Sr.. Tan, Jimmy Lin, Sr.. Fong                                                               | Voz, 4 episodios                                                         |
| 1999-2002 | Providence                                          | Pediatrician / Henry Yamada                                                                              | 2 episodios                                                              |
| 2000      | El ala oeste de la Casa Blanca                      | Joe | Episodio: "Lord John Marbury"                                            |
| 2000      | Rugrats                                             | Sr.. Hasagawa                                                                                            | Voz, Episodio: "Incredible Shrinking Babies/Miss Manners"                |
| 2000      | Pepper Ann                                          | Mayor Kim                                                                                                | Voz, Episodio: "The Sellout/The Telltale Fuzzy"                          |
| 2000      | The Pretender                                       | Li Ho | Episodio: "The Agent of Year Zero"                                       |
| 2000      | Ally McBeal                                         | Dr. Myron Okubo                                                                                          | 2 episodios                                                              |
| 2000      | Buzz Lightyear of Star Command                      | Ranger #1 / Warden Yung                                                                                  | Voz, 2 episodios                                                         |
| 2000      | Malcolm in the Middle                               | Heladero                                                                                                 | Episodio: "Traffic Jam"                                                  |
| 2000      | American Tragedy                                    | Juez Lance Ito                                                                                           | Miniserie                                                                |
| 2000      | JAG                                                 | Senador Theodore Fujiwara / Capitán Morimoto                                                             | 2 episodios                                                              |
| 2001      | The Division                                        | Desconocido                                                                                              | Episodio: "Secrets and Lies"                                             |
| 2001      | Citizen Baines                                      | Grant Tanaka                                                                                             | 4 episodios                                                              |
| 2001      | The Wild Thornberrys: The Origin of Donnie          | Sun Bear                                                                                                 | Voz, película de televisión                                              |
| 2001      | The Grim Adventures of Billy & Mandy                | Científico japonés / Chico de negocios japonés                                                           | Voz, Episodio: "Smell of Vengeance/Fiend Is Like Friend Without the 'r'" |
| 2001      | Las aventuras de Jackie Chan                        | Líder de la banda                                                                                        | Voz, Episodio: "Mother of All Battles"                                   |
| 2001      | Heavy Gear                                          | Kusunoki Tachi                                                                                           | Voz, 5 episodios                                                         |
| 2001      | Liga de la Justicia                                 | Embajador japonés                                                                                        | Voz, Episodio: "Secret Origins"                                          |
| 2001      | Family Law                                          | Juez Paul Hamawaki                                                                                       | 2 episodios                                                              |
| 2001-2003 | Samurai Jack                                        | Padre / Anciano / Papá / Gran Maestro                                                                    | Voz, 3 episodios                                                         |
| 2002      | Even Stevens                                        | "Tex" Nagita                                                                                             | Episodio: "The King Sloppy"                                              |
| 2002      | Dan Dare: Pilot of the Future                       | Dagg / Ling / Equinox                                                                                    | Voz, 3 episodios                                                         |
| 2003      | Days of Our Lives                                   | Nobu | Episodio: "#9569"                                                        |
| 2003      | ¿Qué hay de nuevo, Scooby-Doo?                      | Dr. Akira Onodera / Pescador / Recepcionista                                                             | Voz, Episodio: "Big Appetite in Little Tokyo"                            |
| 2003      | Nip/Tuck                                            | Dr. Hiroshi                                                                                              | Episodio: "Adelle Coffin"                                                |
| 2003      | The Lyon's Den                                      | Juez | Episodio: "Ex"                                                           |
| 2003      | One on One                                          | Yoon | Episodio: "East Meets East Coast"                                        |
| 2003-2005 | Lilo y Stitch: La Serie                             | Sr. Wong / Turista calvo / Luau Host / Alcalde Kim                                                       | Voz, 7 episodios                                                         |
| 2004      | Everwood                                            | Edward Ogawa                                                                                             | Episodio: "Your Future Awaits"                                           |
| 2004      | The Librarian: Quest for the Spear                  | Monje principal                                                                                          | Película de televisión                                                   |
| 2004      | Kim Possible Movie: So the Drama                    | Nakasumi                                                                                                 | Voz, película de terror                                                  |
| 2004-2006 | Still Standing                                      | Johnny                                                                                                   | 3 episodios                                                              |
| 2005      | The Closer                                          | Dr. Tanaka                                                                                               | Episodio: "Pilot"                                                        |
| 2005      | Strong Medicine                                     | Dr. Stan Liem                                                                                            | Episodio: "Rhythm of the Heart"                                          |
| 2005      | Avatar: The Last Airbender                          | Monje Pasang / Hombre tranquilo / Cuentista                                                              | Voz, 4 episodios                                                         |
| 2005      | Numbers                                             | Comerciante de antigüedades                                                                              | Episodio: "Bones of Contention"                                          |
| 2006      | Charmed                                             | Lo Pan                                                                                                   | Episodio: "12 Angry Zen"                                                 |
| 2006      | Monk                                                | Juez Rienzo                                                                                              | Episodio: "Sr.. Monk Gets Jury Duty"                                     |
| 2006      | Maya & Miguel                                       | Papá de Maggie                                                                                           | Voz, Episodio: "After School"                                            |
| 2006      | Hellboy: Sword of Storms                            | Voces adicionales                                                                                        | Película de televisión                                                   |
| 2006      | Shark                                               | Juez Chudacoff                                                                                           | Episodio: "Déjà Vu All Over Again"                                       |
| 2006      | Boston Legal                                        | Juez Matsumura                                                                                           | 2 episodios                                                              |
| 2006-2007 | Eloise: The Animated Series                         | Sr. Takahashi                                                                                            | Voz, 4 episodios                                                         |
| 2006-2021 | Jorge el curioso                                    | The Grocer / Sr.. Okano / Hideki / Radio Announcer                                                       | Voz, 9 episodios                                                         |
| 2006-2012 | The Young and the Restless                          | Dr. Dennis Okamura                                                                                       | 27 episodios                                                             |
| 2007      | Pandemic                                            | Dr. Kenji Ito                                                                                            | Miniserie                                                                |
| 2007      | ER                                                  | Médico de la junta de revisión #1                                                                        | Episodio: "Dying is Easy"                                                |
| 2007      | A.T.O.M.                                            | Master Kwan                                                                                              | Voz, 2 episodios                                                         |
| 2007      | Fugly                                               | Doctor                                                                                                   | Película de televisión                                                   |
| 2008      | The Spectacular Spider-Man                          | Ted Twaki                                                                                                | Voz, Episodio: "Reaction"                                                |
| 2008      | Chuck                                               | Morimoto                                                                                                 | Episodio: "Chuck Versus Tom Sawyer"                                      |
| 2009      | Back at the Barnyard                                | Wise One                                                                                                 | Voz, Episodio: "Pig Amok/Sun Cow"                                        |
| 2009      | The Secret Saturdays                                | Chong | Voz, Episodio: "Curse of the Stolen Tiger"                               |
| 2009      | Dollhouse                                           | Dr. Makido                                                                                               | Episodio: "Belonging"                                                    |
| 2009      | Curious George: A Very Monkey Christmas             | The Grocer                                                                                               | Voz, película de televisión                                              |
| 2009-2016 | NCIS                                                | Sr. Rin / Benjamin Franklin                                                                              | 2 episodios                                                              |
| 2010-2011 | Law & Order: LA                                     | Juez Bradley Rumford                                                                                     | 2 episodios                                                              |
| 2010-2012 | The Bold and the Beautiful                          | Judge Clayton                                                                                            | 4 episodios                                                              |
| 2011      | $#*! My Dad Says                                    | Mortimer Foo                                                                                             | Episodio: "The Better Father"                                            |
| 2011      | Hawaii Five-0                                       | Juez Kamalei                                                                                             | Episodio: "Loa Aloh"                                                     |
| 2011      | Fairly Legal                                        | Joseph Chang                                                                                             | Episodio: "My Best Friend's Prenup"                                      |
| 2011-2015 | Los pingüinos de Madagascar                         | Shingen                                                                                                  | Voz, 2 episodios                                                         |
| 2012      | New Girl                                            | Juez | Episodio: "Jess & Julia"                                                 |
| 2012      | La leyenda de Korra                                 | Voces adicionales                                                                                        | Episodio: "The Voz in the Night"                                         |
| 2012      | Scooby-Doo! misterios S.A.                          | Excursionista                                                                                            | Voz, Episodio: "Heart of Evil"                                           |
| 2013      | Ben y Kate                                          | Sr. Su                                                                                                   | Episodio: "Father-Daughter Dance"                                        |
| 2013      | Franklin & Bash                                     | Juez Marcus Koh                                                                                          | Episodio: "Out of the Blue"                                              |
| 2013      | Raising Hope                                        | Sr. Lee                                                                                                  | Episodio: "Burt Bucks"                                                   |
| 2015      | General Hospital                                    | Juez Chan                                                                                                | Episodio: "#13256"                                                       |
| 2015      | Major Lazer                                         | Dueño de tienda                                                                                          | Voz, Episodio: "Fizzy Fever"                                             |
| 2015      | The Grinder                                         | Joseph Yao                                                                                               | Episodio: "Giving Thanks, Getting Justice"                               |
| 2015-2016 | Dr. Ken                                             | Jerry | 2 episodios                                                              |
| 2016      | 24: Legacy                                          | Senator                                                                                                  | Episodio: "12:00 p.m.-1:00 p.m."                                         |
| 2017      | Doubt                                               | Dr. Benjamin Lau                                                                                         | Episodio: "Then and Now"                                                 |
| 2017      | Madam Secretary                                     | Choden Gyatso                                                                                            | Episodio: "Swept Away"                                                   |
| 2017      | Be Cool, Scooby-Doo!                                | Sr.. Kagawa                                                                                              | Voz, Episodio: "The Curse of Kaniaku"                                    |
| 2017      | Dice                                                | Juez Smith                                                                                               | Episodio: "The Trial"                                                    |
| 2018      | Designated Survivor                                 | Ministro de Finanzas japonés Omono                                                                       | Episodio: "In the Dark"                                                  |
| 2018      | The Cool Kids                                       | Norman                                                                                                   | Episodio: "Thanksgiving at Murray's"                                     |
| 2019      | La guardia del león                                 | Domog | Voz, Episodio: "Ghost of the Mountain"                                   |
| 2021      | Yo nunca                                            | Ted Yoshida                                                                                              | 2 episodios                                                              |
| 2022      | The Really Loud House                               | Sr. Yanaga                                                                                               | Episodio: "The Banana Split Decision"                                    |
| 2019      | Days of Our Lives                                   | Wei Shen                                                                                                 |                                                                          |

## Videojuegos
| Año  | Título       | Papel                                    |
| ---- | ------------ | ---------------------------------------- |
| 2007 | Driver 76    | Sr. Zhou                                 |
| 2007 | Spider-Man 3 | Líder de Dragon Tail / Voces adicionales |